# العلاقات الكيريباتية الليبية
العلاقات الكيريباتية الليبية هي العلاقات الثنائية التي تجمع بين كيريباتي وليبيا.

## مقارنة بين البلدين
هذه مقارنة عامة ومرجعية للدولتين:
| وجه المقارنة                                              | كيريباتي                        | ليبيا                                       |
| --------------------------------------------------------- | ------------------------------- | ------------------------------------------- |
| المساحة (كم2)                                             | 811                             | 1.76 مليون                                  |
| عدد السكان (نسمة)                                         | 116.40 ألف                      | 6.37 مليون                                  |
| الكثافة السكانية (ن./كم²)                                 | 14.35 ألف                       | 3.62                                        |
| العاصمة                                                   | جنوب تاراوا                     | طرابلس                                      |
| اللغة الرسمية                                             | لغة إنجليزية، اللغة الكيريباتية | اللغة العربية، اللغة العربية الفصحى الحديثة |
| العملة                                                    | دولار كريباتي، دولار أسترالي    | دينار ليبي                                  |
| الناتج المحلي الإجمالي (بليون دولار)                      | 196.15 مليون                    | 50.98 مليار                                 |
| الناتج المحلي الإجمالي (تعادل القوة الشرائية) بليون دولار | 224.26 مليون                    | 69.32 مليار                                 |
| الناتج المحلي الإجمالي الاسمي للفرد دولار أمريكي          | 1.42 ألف                        |                                             |
| الناتج المحلي الإجمالي للفرد دولار أمريكي                 | 1.81 ألف                        | 15.60 ألف                                   |
| مؤشر التنمية البشرية                                      | 0.590                           | 0.724                                       |
| رمز المكالمات الدولي                                      | +686                            | +218                                        |
| رمز الإنترنت                                              | .ki                             | .ly                                         |
| المنطقة الزمنية                                           |                                 | ت ع م+02:00، توقيت شرق أوروبا               |

## منظمات دولية مشتركة
يشترك البلدان في عضوية مجموعة من المنظمات الدولية، منها:
| علم المنظمة | اسم المنظمة                   | تاريخ انضمام كيريباتي | تاريخ انضمام ليبيا |
| ----------- | ----------------------------- | --------------------- | ------------------ |
|             | منظمة حظر الأسلحة الكيميائية  | ?                     | ?                  |
|             | البنك الدولي للإنشاء والتعمير | 29 سبتمبر 1986        | 17 سبتمبر 1958     |
|             | الأمم المتحدة                 | 14 سبتمبر 1999        | 14 ديسمبر 1955     |
|             | يونسكو                        | 24 أكتوبر 1989        | 27 يونيو 1953      |
|             | مؤسسة التنمية الدولية         | 2 أكتوبر 1986         | 1 أغسطس 1961       |
|             | مؤسسة التمويل الدولية         | 2 أكتوبر 1986         | 18 سبتمبر 1958     |
|             | الاتحاد البريدي العالمي       | ?                     | ?                  |
|             | الاتحاد الدولي للاتصالات      | 3 نوفمبر 1986         | 3 فبراير 1953      |

## وصلات خارجية
- موقع وزارة الخارجية الليبية